# Catedral de São Bartolomeu (Plzeň)

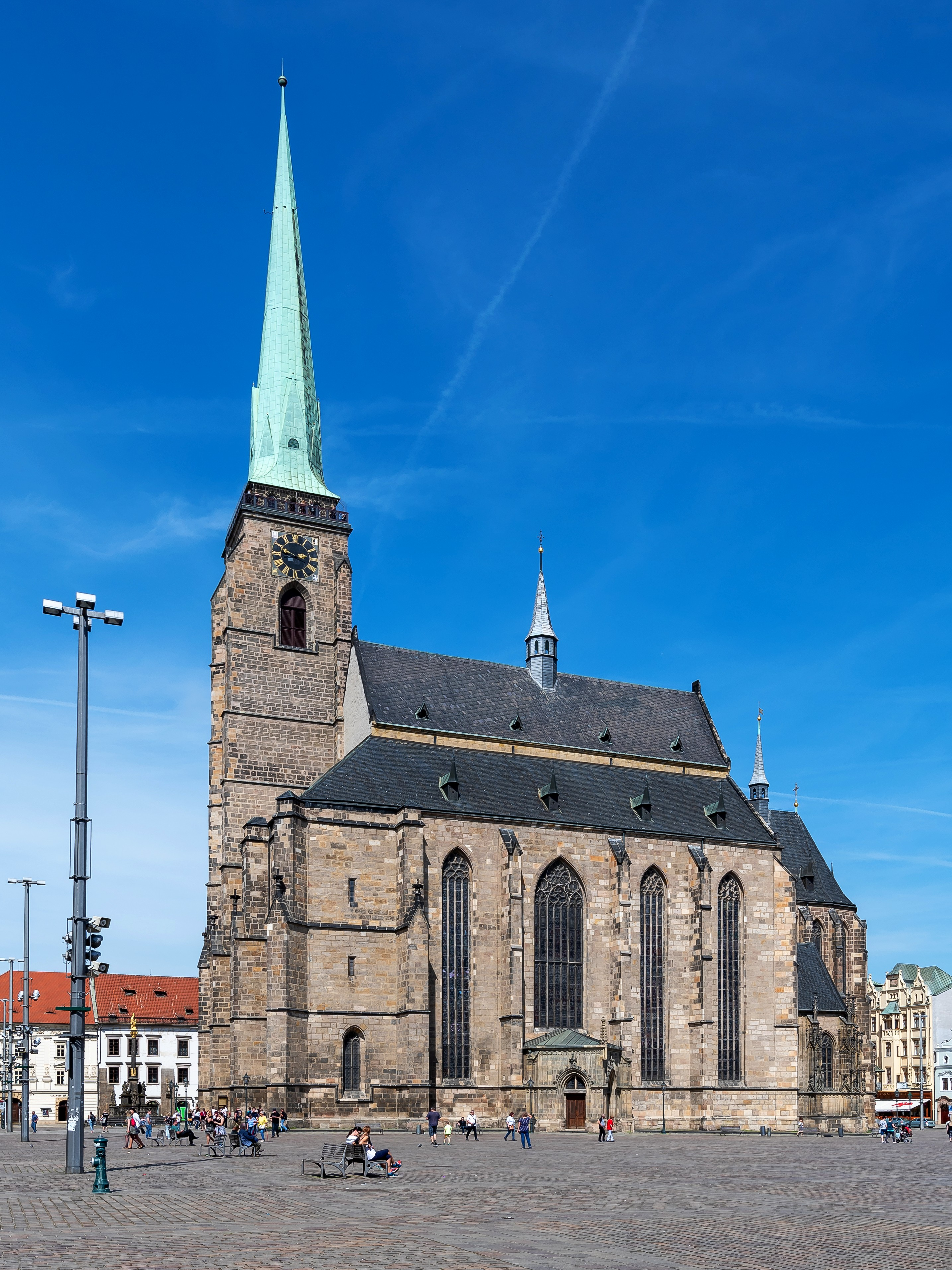
Catedral de São Bartolomeu.

A catedral de São Bartolomeu é uma igreja gótica situada na Praça Principal de Plzeň, República Tcheca. Foi incluído na lista de monumentos culturais nacionais da República Tcheca em 1995.

## A História da Igreja / Catedral
A igreja de São Bartolomeu foi criada provavelmente simultaneamente com a cidade de Plzeň por volta do ano de 1295.